# Storm Front (romanzo)
Storm Front è un romanzo fantasy contemporaneo giallo scritto da Jim Butcher. È il primo romanzo nella serie The Dresden Files, la quale segue le vicende del personaggio di Harry Dresden, mago professionista. A seguito della prima pubblicazione numerose altre versioni sono state realizzate tra cui un audiolibro con la voce di James Marsters.
La trama è stata anche adattata per un episodio pilota televisivo di 90 minuti per il canale SciFi.
In Italia è tradotto per la prima volta solo nel 2023 ad opera di Mondadori che lo inserisce nell'antologia dei primi tre romanzi della serie The Dresden Files. Prima trilogia. con traduzione ad opera di Stefano Andrea Cresti.

## Trama
Harry Dresden, mago ed investigatore privato perennemente in bolletta, viene portato dal luogotenente Karrin Murphy ed il suo collega Ron Carmichael sulla scena di un efferato crimine con presunta causa soprannaturale. Le vittime sono Jennifer Stanton, una escort della Velvet Room, lussuosa casa di appuntamenti gestita dalla vampira Bianca, e Tommy Tomm guardia del corpo del boss Johnny Marcone. Dresden decide di investigare sul caso che è, a suo parere, un chiaro omicidio di magia nera in quanto alle vittime è stato fatto scoppiare il cuore nel momento dell'orgasmo. Per ottenere ciò occorre un'enorme quantità di energia, un odio feroce verso le vittime (questo porta Dresden ad immaginare che l'assassino sia una donna) ed un campione di sangue, capelli o altro appartenente alle vittime. Murphy chiede a Dresden una serie di ricerche che lo metterebbero nei guai con il Concilio Bianco visti i suoi trascorsi. 
Successivamente si avvia per un appuntamento con una sua cliente di nome Monica. Nel viaggio il mago viene avvicinato da Johnny Marcone nel tentativo di far desistere Dresden dall'investigare sull'omicidio di Tommy Tomm. Marconi offre una paga di 1200 dollari al giorno per evitare ulteriori inchieste sul caso ma Dresden rifiuta. Durante questo scambio i due arrivano a guardarsi negli occhi leggendosi le rispettive anime. Dresden rimane inquietato dalla freddezza di ciò che legge in quella di Marcone.
Arrivato all'appuntamento nel suo ufficio, Dresden viene a sapere che il marito della sua cliente, Victor Sells, recentemente coinvolto in misteriosi rituali magici, è scomparso. Il mago viene così ingaggiato per ritrovare Victor, ma non dopo essere stato pagato generosamente per l'incarico. Monica gli consegna alcuni effetti personali del marito fra cui un piccolo ciondolo a forma di scorpione che dà una cattiva sensazione a Dresden, Poiché la cliente Monica ha menzionato distrattamente dell'esistenza di una casa al lago alquanto isolata, Dresden decide di volerla visitare alla ricerca di ulteriori indizi sull'uomo scomparso.
Sulla strada per il lago si trattiene però alla taverna McAnally's, un posto tranquillo dove coloro che sanno o che praticano abitualmente la magia vanno per rilassarsi. Qui, mentre legge le ultime notizie sullo spaccio della nuova droga chiamata TreOcchi, incontra Susan Rodriguez, giornalista per uno dei pochi tabloid che si occupano di soprannaturale, la quale cerca inutilmente di ottenere ulteriori informazioni sull'omicidio di Tommy Tomm e Jennifer Stanton. Data la reticenza del mago, la giornalista rinuncia infine a continuare l'intervista, ma decide inaspettatamente di invitarlo per una cena romantica, o forse di lavoro, per il sabato seguente.
Lasciata la taverna Drenden si reca infine nell'area dove si trova la casa al lago della sua cliente e di suo marito scomparso. Nei pressi della casa, Desden trova il contenitore vuoto di un rullino e decide di tendere una trappola ad un folletto, noto come Toot Toot, per ottenere ulteriori informazioni utilizzando pane, miele, latte e una goccia del suo sangue all'interno di un cerchio magico. Dal folletto ottiene alcune informazioni: la sera precedente qualcuno aveva ordinato una pizza da quella casa e perciò il fattorino doveva aver parlato con qualcuno, inoltre il fatato afferma che qualcuno stava facendo sesso in casa.
Subito dopo aver congedato il fatato davanti ad Harry si para, armato di una spada magica, Morgan stregone al servizio del Concilio Bianco ed incaricato della sorveglianza di Dresden in ragione del Fato di Damocle pendente sulla sua testa. Morgan vorrebbe catturare Dresden per aver infranto la quarta legge della magia per aver costretto Toot-toot ad aiutarlo contro la sua volontà. Harry riesce a sfilarsi da questa situazione con un cavillo: facendo notare che il folletto avrebbe potuto rifiutarsi di aiutarlo e rimanere dentro il cerchio magico. Morgan però sospetta che vi sia Dresden dietro le morti magiche di Jennifer e Tommy. Dopo uno scambio di pugni con Morgan, Harry ritorna a casa.
Tornato a casa Dresden scende nel suo scantinato e decide di preparare alcune pozioni da poter usare in futuro. Per farlo necessita dell'aiuto di Bob uno spirito intrappolato in un teschio nel suo laboratorio che custodisce molte informazioni nella sua memoria. Dresden vorrebbe preparare solo una pozione di fuga ma Bob impone al mago di preparare anche un filtro d'amore se vuole il suo aiuto. Dresden è costretto a cedere. Preparate le due pozioni Harry va a dormire.
La sera successiva, venerdì, Dresden dopo essere stato svegliato da una telefonata di Murphy (che gli ordina tra l'altro di stare lontano da Bianca e dalla Velvet Room) fa visita alla vampira Bianca, datrice di lavoro di Jennifer, alla sua villa. La sicurezza della vampira lo priva del suo pugnale d'argento e del suo bastone da mago prima di farlo entrare in casa, tuttavia il mago conserva ancora il suo ciondolo con il pentagramma, una borraccia con la pozione di fuga preparata la sera precedente ed un raggio di sole avvolto in un fazzoletto. La vampira si presenta a Dresden con un aspetto bellissimo ma appena il mago nomina il nome della vittima Jennifer la vampira, in preda ad una furia vendicativa, lo attacca cercando di ucciderlo ed assumendo il suo vero aspetto più simile ad un grande pipistrello antropomorfo. Harry grazie al raggio di sole riesce a ferire la vampira. I vampiri non sono tenuti lontani dai crocifissi ma dalla fede in essi. Il ciondolo con il pentacolo d'argento di sua madre rappresenta per Dresden la magia quindi sfruttando la sua assoluta fede nella magia riesce con il pentagramma a tenere lontana la vampira il tempo sufficiente a farla calmare e spiegargli la sua indagine sulla morte dei due. Bianca, calmatasi, lo indirizza verso Linda Randall, amica di Jennifer e autista dei ricchi Beckitt, dandogli il suo numero di telefono.
Harry, telefonando alla ragazza, si rende conto che sta aspettando i Beckitt all'aeroporto e la raggiunge giacché la ragazza si rifiuta di parlare con lui di Jennifer. Una volta faccia a faccia, Linda cerca in tutti i modi di usare la seduzione per distrarlo ma Dresden si rende conto che si tratta di una recita. Linda conferma di aver lavorato con Jennifer per Bianca e di essere stata in passato amante sia di Jennifer che di Tommy. Afferma inoltre di aver parlato con Jennifer il giorno prima dell'omicidio e di aver rifiutato un suo invito alla serata con Tommy avendo da lavorare. Al sopraggiungere dei coniugi Beckitt i due non possono parlare oltre ma Dresden lascia alla ragazza il suo biglietto da visita.
Harry continua ad indagare anche sul caso della scomparsa di Victor Sells e telefona al fattorino delle pizze scoprendo che non è il primo ad essersi voluto informare di quanto visto dal fattorino, che il ragazzo delle ha visto un'orgia svolgersi dentro la casa dei Sells e che qualcun altro era fuori dalla casa al lago a scattare foto.
Tornato a casa Dresden viene aggredito da un uomo incappucciato che lo colpisce alla testa con una mazza da baseball e gli intima di smetterla di indagare.
Il giorno dopo, sabato, dedicandosi alle ricerche per capire come l'assassino abbia potuto uccidere Jennifer Stanton e Tommy Tomm, Harry arriva alla conclusione che una magia del genere non possa essere possibile in maniera ordinaria in quanto un tale sortilegio richiede troppa energia per una persona sola. Si reca quindi al commissariato per riferirlo a Murphy.
Poco prima di entrare nel suo ufficio ha modo di incrociare un tossicodipendente in preda ad una dose di TreOcchi, la nuova droga del momento. Il drogato come in preda ad una allucinazione afferma di vedere Colui Che Cammina Dietro, i resti della presenza di uno spirito predatore, una sorta di sicario spettrale, scagliatogli contro da un suo nemico in passato e che segnano a vita Dresden. Questo porta il mago a credere che la droga apra davvero il Terzo Occhio e doni la Vista.
A colloquio con Murphy, Dresden riferisce le sue conclusioni su ciò che ha ucciso Stanton e Tomm, concludendo che forse possa trattarsi di un incantesimo di un circolo di più maghi ma che questa sia una ipotesi improbabile. Harry riferisce poi di aver parlato con Bianca, tacendo però tutto su Linda Randall, e della sua probabile estraneità ai fatti. I due concludono quindi che l'assassino debba essere un nemico di Marcone ed il probabile boss dietro il giro di spaccio della TreOcchi. Poco dopo il mago ha uno svenimento per le conseguenze della mazzata della sera precedente.
Murphy riaccompagna Dresden a casa, una volta arrivati, il mago riceve una telefonata di Linda la quale afferma di avere nuove informazioni sul caso ed i due si danno appuntamento per la sera stessa. Harry telefona dunque a Monica Sells per aggiornarla sul caso, ma la donna gli risponde in un tono che fa pensare che qualcuno la possa sentire e dice a Dresden di lasciar perdere il caso e tenersi i soldi. Il mago, pur trovando strana la cosa, a quel punto si mette dunque a riposare per riprendersi dalla ferita alla testa e si congeda da Murphy.
A svegliarlo è Susan Rodriguez per il loro appuntamento, di cui l'uomo si era scordato. Chiede dunque alla giornalista di attendere mentre si fa la doccia, poco dopo qualcuno suona alla porta e Susan e un completamente nudo Dresden si trovano a dover affrontare un demone.

## Nuovi punti introdotti nella serie
- Sguardo nell'anima: Se un mago guarda per qualche istante negli occhi di un altro essere che possiede un'anima automaticamente il mago vede nell'anima dell'altro e ne comprende le più profonde motivazioni e realtà. A sua volta l'altra persona o essere può vedere nell'anima del mago. Una volta che lo sguardo nell'anima è avvenuto non si ripete più ma non può essere più dimenticato.
- Malfunzionamenti: Dresden per tutto il romanzo è perseguitato dal malfunzionamento di tutti i sistemi elettronici e meccanici. Ogni volta che un mago si avvicina a qualcosa di complesso meccanicamente (ad esempio delle auto o un ascensore) o elettronicamente (ad esempio i telefoni) questi oggetti smettono di funzionare o cominciano a guastarsi in poco tempo. Fanno eccezione a questa regola gli oggetti la cui meccanica è molto semplice come ad esempio le pistole a tamburo o le lampade ad olio (la casa di Harry è illuminata da candele e lampade ad olio).
- I comandamenti della magia: È una lista di sette comandamenti creati e mantenuti dal Concilio Bianco dei maghi. Devono essere rispettati da tutti i maghi, pena l'esecuzione capitale immediata. Il primo comandamento è "Tu non ucciderai", dove si intende che un mago non deve uccidere con la magia un altro essere umano. Harry ha dovuta infrangerla in passato per uccidere il suo maestro. Per questo motivo e viste le circostanze attenuanti del suo caso, ovvero Harry ha ucciso con la magia per salvarsi la vita, è sottoposto al Fato di Damocle ovvero una sorta di sorveglianza speciale o libertà vigilata.
- La Vista: È l'abilità dei maghi di aprire per poco tempo il Terzo Occhio che vede oltre la realtà mondana, fino a raggiungere le anime e la natura delle persone. Quando si utilizza La vista i colori sono vividi e le immagini che appaiono non saranno mai più dimenticate indipendentemente da quanto tempo passi. Questa capacità deve essere usata per poco tempo e con cautela, perché alcune delle cose viste, possono far perdere contatto con realtà e portare il mago alla pazzia. La droga TreOcchi risulta in grado di donare la Vista a chi ne faccia uso con il risultato di condurre molti tossici alla follia.
- Pozioni: Nel romanzo si vede la preparazione di due pozioni: pozione di fuga e filtro d'amore. Ogni pozione si compone di 8 elementi: liquido di base, un elemento per ciascuno dei cinque sensi, un elemento per la mente ed uno per lo spirito. Infine il mago deve far confluire un po' della sua energia magica nella pozione.

## Edizioni
- Jim Butcher, Storm Front, Penguin Putnam, 2001,  p. 322, ISBN 0-451-45781-1, (prima edizione, brossura).
- Jim Butcher, The Dresden Files. Prima trilogia, traduzione di Stefano Andrea Cresti, Mondadori, 2023,  p. 780, ISBN 978-8804752202, (prima edizione italiana).